# Магічне Циркове Шоу
Магічне Циркове Шоу (англ. Magic Circus Show) — це конкурс циркового мистецтва серед дітей віком від 9 до 14 років, який щороку починаючи з 2010 року організовує Європейська Мовна Спілка (ЄМС) та національна телерадіокомпанія країни-організатора. Право брати участь у конкурсі мають країни, які є повноправними членами ЄМС. Право на трансляцію конкурсу мають країни-учасниці конкурсу в поточному році, та країни яким Європейська Мовна Спілка надасть право на трансляцію. Переможець не визначається оскільки "Магічне Циркове Шоу" не є конкурсом, це лише просто шоу і воно не транслюється в прямому ефірі. Перший конкурс "Магічного Циркового Шоу" відбувся 26 листопада 2010 року в Женеві (Швейцарія), і в ньому брали участь 6 країн.
Ідею зробити магічне циркове шоу де циркові номери виконують діти належить національній телерадіокомпанії Швейцарії RTS та Дамьєну Отте, який є виконавчим продюсером 7 Street Productions та директором дитячих програм RTS. Вони представили ідею проведення конкурсу на конгресі Eurovision TV, і Європейська Мовна Спілка відгукнулась на їх пропозицію.
Для нас це унікальний досвід, так як циркова програма вперше розроблена в рамках розважальних телепередач Євробачення. Цікаво та неймовірно бачити дітей з різних країн Європи, об'єднаних однією загальною пристрастю до цирку.....Це тільки початок, і ми сподіваємося що проєкт стане великою європейською традицією.— Керівник проєкту Magic Circus Show Надя Буркхардт

## Перший конкурс
Перший конкурс "Магічне Циркове Шоу" відбувся 26 листопада 2010 року в Різдвяному Цирку, що розташований в швейцарському місті Женева. В ньому брали участь 6 країн: Швейцарія (організатор), Франція, Нідерланди, Бельгія, Португалія та Росія. В першому конкурсі могли взяти участь діти, яким на момент участі у конкурсі виповнилося від 6 до 15 років.
Докладнішу інформацію про перший конкурс дивись у статті Магічне Циркове Шоу 2010.

## Правила конкурсу

### Загальні правила
1. Країну-господаря конкурсу Європейська Мовна Спілка обирає на засіданні організаційної ради конкурсу. На засіданнях організаційної ради конкурсу, які проводяться до призначеної дати фіналу конкурсу, затверджуються головна арена, візуальний дизайн (логотип) та дизайн сцени конкурсу;
2. Брати участь у конкурсі має право країна. яка є повноправним (активним) членом Європейської Мовної Спілки;
3. Прийом заявок від країн на участь у конкурсі відбувається до дати, встановленої Європейською Мовною Спілкою (ЄМС);
4. Після офіційної подачі заявки на участь, країна-учасник конкурсу повинна провести відкритий або закритий національний відбір (Закритий Національний Відбір — національна телерадіокомпанія країни-учасниці сама призначає представника на конкурс; Відкритий Національний Відбір — представник країни на конкурсі обирається шляхом телеголосування). За результатами національного відбору країна може виставити на конкурс не більше чотирьох учасників;
5. Країна-учасник конкурсу повинна провести національний відбір до дати встановленої Європейською Мовною Спілкою (ЄМС);
6. Переможець конкурсу не визначається, оскільки "Магічне Циркове Шоу" не є конкурсом і воно не транслюється в прямому ефірі, а записується заздалегідь. Це відрізняє конкурс "Магічне Циркове Шоу" від інших конкурсів сім'ї "Євробачення".

### Вимоги до учасників
1. Брати участь у конкурсі може учасник (представник), якому на момент участі у конкурсі виповнилося від 9 до 14 років;
2. Учасниками (представниками) конкурсу дозволяється виконання жонглерних, акробатичних, повітряно-гімнастичних та клоунських номерів.

### Схема проведення конкурсу
1. Починаючи з січня та до березня Європейська Мовна Спілка приймає заявки від країн на участь у проєкті:
2. Потім відбуваються національні відбори в країнах, які подали заявки на участь;
3. Відібрані учасники запрошуються на запис щоу в країні та місті, які Європейська Мовна Спілка затвердила як господарів проєкту;
4. В кінці листопада або в грудні відбувається запис проєкту;
5. Після запису проєкту Європейська Мовна Спілка передає запис мовнику-учаснику або мовнику який купив права на показ проєкту, і потім телекомпанії що отримали права на ноказ від ЄМС показують шоу в дату та час які Європейська Мовна Спілка призначила для показу проєкту.

## Історія конкурсу

### Країни-учасниці
| Рік  | Дебют                                                      | Відмова    | Виявляли інтерес                         |
| ---- | ---------------------------------------------------------- | ---------- | ---------------------------------------- |
| 2010 | Бельгія, Нідерланди, Португалія, Росія, Франція, Швейцарія | -          | Білорусь, Італія, Словенія, Україна      |
| 2011 | Україна                                                    | -          | Білорусь, Італія, Словенія               |
| 2012 | Польща                                                     | -          | Білорусь, Італія                         |
| 2013 | Білорусь                                                   | Португалія | Австрія, Велика Британія, Грузія, Італія |

### Місце проведення
| Рік  | Дата              | Арена          | Країна та місто   |
| 2010 | 26 листопада 2010 | Різдвяний Цирк | Швейцарія, Женева |
| 2011 | 26 листопада 2011 | Різдвяний Цирк | Швейцарія, Женева |
| 2012 | буде визначено    | Різдвяний Цирк | Швейцарія, Женева |
| 2013 | буде визначено    | буде визначено | буде визначено    |